# Pestabola Merdeka
Pestabola Merdeka, letteralmente Torneo dell'indipendenza, è una competizione calcistica internazionale organizzata dalla Federazione calcistica della Malaysia, e disputata regolarmente fino al 1988. Negli ultimi anni, invece, ha avuto cadenza meno regolare, tant'è vero che dal 2001 al 2005 non si è disputata affatto.
A questo torneo hanno preso parte tanto le rappresentative nazionali dei Paesi dell'Indocina, quanto alcune rappresentative di federazioni calcistiche di tutto il mondo, e persino squadre di club.
In lingua malese la parola merdeka significa indipendenza.

## Albo d'oro
- 1957  Hong Kong
- 1958  Malaysia
- 1959  Malaysia
- 1960  Corea del Sud e  Malaysia
- 1961  Indonesia
- 1962  Indonesia
- 1963  Taiwan
- 1964  Birmania
- 1965  Corea del Sud e  Taiwan
- 1966  Vietnam del Sud
- 1967  Corea del Sud e  Birmania
- 1968  Malaysia
- 1969  Indonesia
- 1970  Corea del Sud
- 1971  Birmania
- 1972  Corea del Sud
- 1973  Malaysia
- 1974  Malaysia
- 1975  Corea del Sud
- 1976  Malaysia
- 1977  Corea del Sud
- 1978  Corea del Sud
- 1979  Corea del Sud e  Malaysia
- 1980  Marocco
- 1981  Iraq

- 1982   Rappr. Santa Catarina
- 1983  Selección de Primera B
- 1984  Corea del Sud
- 1985  Corea del Sud
- 1986  Malaysia
- 1987  Cecoslovacchia rappr. olimpica
- 1988   Amburgo
- 1989-1990 non disputata
- 1991   Admira/Wacker
- 1992 non disputata
- 1993  Malaysia
- 1994 non disputata
- 1995  Iraq
- 1996-1999 non disputata
- 2000  Nuova Zelanda
- 2001  Uzbekistan
- 2002-2005 non disputata
- 2006  Birmania
- 2007  Malaysia Under-23
- 2008  Vietnam Under-23
- 2009-2012 non disputata[1]
- 2013  Malaysia Under-23
- 2014-2022 non disputata
- 2023  Tagikistan